# The Dark Knight (banda sonora)
The Dark Knight: Original Motion Picture Soundtrack es el álbum de la banda sonora de la película de Christopher Nolan de 2008 The Dark Knight, secuela de Batman Begins de 2005. La banda sonora fue lanzada el 15 de julio de 2008, en tres ediciones: CD, CD digipak de edición limitada, y descarga digital. La edición especial en CD de dos discos fue lanzada el 9 de diciembre de 2008, junto con el DVD. Un disco de vinilo de 180 gramos de edición limitada fue lanzado el 12 de agosto de 2008. La banda sonora fue compuesta por los colaboradores de Batman Begins Hans Zimmer y James Newton Howard y grabada en abril de 2008.
La banda sonora ganó el Premio Grammy al mejor álbum de banda sonora para medio visual.

## Composición
Zimmer originalmente dijo que el tema principal de Batman fue introducido a propósito al final de Batman Begins, y sería profundizado en la secuela con el desarrollo del personaje. Tanto Zimmer como Howard creyeron que crear un tema heroico que un espectador pudiera tararear ignoraría la complejidad y la oscuridad del personaje. El tema de Batman (audible dos veces al principio de la película, una vez hacia el final y una última vez al comienzo de los créditos finales) crea lo que Zimmer describió como una "maniobra de distracción", una especie de presagio musical, tocado por un violonchelo.
La suite de nueve minutos para el Joker, "Why So Serious?", se basó en dos notas tocadas por violonchelo eléctrico, solo de violín, guitarras y una sección de cuerdas. Zimmer comparó su estilo con el de la banda Kraftwerk, de su Alemania nativa, así como bandas como The Damned. A lo largo de la pieza, Zimmer usó hojas de afeitar sobre instrumentos de cuerda para lograr el sonido retorcido y torturado que acompañe al personaje en pantalla. Cuando Ledger murió, Zimmer sintió que debía desecharlo y componer un nuevo tema, pero decidió que no podía ser sentimental y comprometer la "maldad que [la actuación de Ledger] proyecta". James Newton Howard compuso los temas "elegantes y hermosos" de Harvey Dent/Dos Caras, para que sirva como un contraste sonoro.
El tema heroico metálico que suena cuando Batman deja morir a Ra's al Ghul en Batman Begins hace una reaparición cuando Batman lanza al Joker del edificio en el clímax de la película. También hace su tercera y última aparición en The Dark Knight Rises cuando Batman le dispara un misil a Miranda Tate, mientras su conductor del camión está muerto, enviando a ella y al camión a su fin estrellándose. El apunte fue lanzado en la edición especial de dos discos, y puede encontrarse en la pista "We Are Tonight's Entertainment". El segundo disco también puede encontrarse para descarga digital bajo el nombre de álbum The Dark Knight (Bonus Digital Release) con ilustraciones del Joker en vez de Batman. Otro tema recurrente en la banda sonora de The Dark Knight fue un apunte sonando después de la muerte de una persona importante, que puede escucharse en «Chance» (supuesta muerte de Gordon), «A Watchful Guardian» (muerte de Harvey), y «Agent of Chaos» (muerte de Rachel).

## Ventas
La banda sonora debutó en la lista de Billboard 200 en el n.º 20, con 25 mil copias vendidas en la primera semana. Durante su segunda semana en venta, la pista cayó al n.º 23, con un estimado de 20 mil copias vendidas. Quedó fuera de los mejores 100 en su tercera semana, pero quedó en la posición n.º 192 vendiendo 2100 copias. En su cuarta semana quedó fuera de los mejores 200.
Una edición especial de 2 CD de la banda sonora de The Dark Knight fue lanzada el 9 de diciembre de 2008. Además de las 14 pistas en el lanzamiento regular, se añadieron 10 pistas de música adicionales al segundo disco, junto con cuatro remixes de The Crystal Method, Paul van Dyk, Mel Wesson y Ryeland Allison, empaquetado como un libro digital en un estuche de cuero semi-artificial con un recorte de la Batiseñal. El libro digital cuenta con varias escenas de la película, detalles de producción y algunas palabras de Christopher Nolan sobre la colaboración con Hans Zimmer y James Newton Howard. El primer disco es exactamente el mimo que el lanzamiento original, con pistas adicionales y remixes en el último disco. Entre ambos, los dos discos de la edición especial forman la mayoría de la banda sonora de la película, aunque las pistas están en un orden diferente de las escenas de la película.

## Recepción
La banda sonora recibió reseñas positivas. Danny Graydon, de Empire, la calificó con cuatro estrellas de cinco, diciendo que mientras los "vigorosos temas principales de Begins regresan en gran parte intactos [...], el desafío clave del dúo dinámico yacía en encontrar un tema adecuado para la malévola némesis de Batman, el Joker. Es por eso que la apertura del álbum, «Why So Serious?», es un éxito impactante." Comparándola con la banda sonora de su predecesora, Graydon dice que el tema de cierre «A Dark Knight» "rectifica que la omisión musical de Begins no explora lo suficiente la dualidad innata de Batman, marcando a esta banda sonora como un gran progreso." Sitios web como Scorenotes, Tracksounds y SoundtrackNet han publicado reseñas en su mayoría positivas, elogiando la mezcla de elementos electrónicos y orquestales así como su desviación continuada del tono de Batman y Batman Returns de Tim Burton impuesto por Danny Elfman. Otros sitios, como Movie Music UK y en especial Filmtracks encontraron a la banda sonora insulsa y poco creativa, con varios elementos tomados de músicas anteriores de ambos compositores, en especial de Zimmer. El crítico de Filmtracks, Christian Clemmensen, encontró a la pista «Why So Serious?» inaudible y se refirió a ella como "nueve minutos de tu vida que nunca recuperarás". Otras quejas fueron sobre el nuevo tema heroico de Batman, con más presencia en «Like a Dog Chasing Cars», el cual Clemmensen consideró "una lóbrega mezcla de El último samurái, La delgada línea roja, El código Da Vinci y Marea roja"

## Premios
El 8 de febrero de 2009, la banda sonora fue galardonada con el Premio Grammy al mejor álbum de banda sonora para medio visual. En mayo de 2009, la banda sonora ganó un Classical BRIT Award por mejor banda sonora.

## Lista de canciones
| Disco uno |                                   |          |  |
| N.º       | Título                            | Duración |  |
| 1.        | «Why So Serious?»                 | 9:14     |  |
| 2.        | «I'm Not a Hero»                  | 6:34     |  |
| 3.        | «Harvey Two-Face»                 | 6:16     |  |
| 4.        | «Aggressive Expansion»            | 4:09     |  |
| 5.        | «Always a Catch»                  | 2:35     |  |
| 6.        | «Blood on My Hands»               | 1:36     |  |
| 7.        | «A Little Push»                   | 7:10     |  |
| 8.        | «Like a Dog Chasing Cars»         | 3:29     |  |
| 9.        | «I Am the Batman»                 | 2:47     |  |
| 10.       | «And I Thought My Jokes Were Bad» | 2:14     |  |
| 11.       | «Agent of Chaos»                  | 2:34     |  |
| 12.       | «Introduce a Little Anarchy»      | 2:49     |  |
| 13.       | «Watch the World Burn»            | 7:19     |  |
| 14.       | «A Dark Knight»                   | 3:11     |  |
| 73:24     |                                   |          |  |

| Disco dos (edición especial) |                                  |          |  |
| N.º                          | Título                           | Duración |  |
| 1.                           | «Bank Robbery (Prologue)»        | 5:24     |  |
| 2.                           | «Buyer Beware»                   | 2:56     |  |
| 3.                           | «Halfway to Hong Kong»           | 3:43     |  |
| 4.                           | «Decent Men in an Indecent Time» | 2:51     |  |
| 5.                           | «You're Gonna Love Me»           | 4:51     |  |
| 6.                           | «Chance»                         | 3:34     |  |
| 7.                           | «You Complete Me»                | 4:51     |  |
| 8.                           | «The Ferries»                    | 9:57     |  |
| 9.                           | «We Are Tonight's Entertainment» | 5:38     |  |
| 10.                          | «A Watchful Guardian»            | 6:45     |  |
| 11.                          | «Why So Serious?»                | 5:30     |  |
| 12.                          | «Poor Choice of Words»           | 6:15     |  |
| 13.                          | «Gunpowder and Gasoline»         | 4:34     |  |
| 14.                          | «Rory's First Kiss»              | 6:04     |  |
| 72:53                        |                                  |          |  |

## Posiciones en las listas
| Lista (2008)                | Posición máxima |
| --------------------------- | --------------- |
| Billboard 200 de EE. UU.    | 20              |
| Mejores álbumes de Internet | 23              |
| Mejores bandas sonoras      | 3               |